# 谢德骥
谢德骥 （英語： Kenneth Tse，1972年—）是一位华裔美籍古典萨克斯风手，著名學生有李宗盛（台灣）、繆旭峰（香港）。

## 生平
1972年出生于英属香港九龍，从小自学習萨克斯风，1989年认识萨克斯风演奏家Eugene Rousseau，1993年至1998年在印第安纳大学雅各布音乐学院学习，並師從其。1996年作为纽约国际艺术家奖获得者在纽约卡内基大厅首次登台演出 ，目前在爱荷华大学担任萨克斯风教授。